# Río Ayopaya
El río Ayopaya es un río boliviano perteneciente a la cuenca del río Amazonas, es parte de la cuenca alta del río Beni. Tiene una longitud de 40 kilómetros y tras unirse al río Amutara, da lugar al río Sacambaya. Con sus fuentes, el sistema Ayopaya—Leque—Tallija alcanza los 101 km (40+37+24).

## Hidrografía
El río Ayopaya es la continuación del río Leque, toma este nombre al recibir a uno de sus afluentes el río Colquiri (17°17′54″S 66°52′39″O / -17.29833, -66.87750). Desde ese punto el río discurre en dirección norte hasta encontrase con uno de sus afluentes el río Amutara en las coordenadas (16°59′47″S 66°59′57″O / -16.99639, -66.99917) donde el río Ayopaya pasa a denominarse  río Sacambaya.